# Артиллерийский выстрел
Артиллерийский выстрел — комплект элементов артиллерийских боевых припасов для производства одного выстрела.

## Составные элементы

### Основные
- снаряд[1][2]
- взрыватель
- заряд (наиболее часто пороховой)
- средство воспламенения метательного заряда (обычно капсюльная втулка)
- гильза.

### Вспомогательные
- размеднитель
- обтюратор
- воспламенитель
- флегматизатор
- пламегаситель.

## Разновидности
По способу заряжания артиллерийские выстрелы бывают:
- унитарные, то есть единого заряжания в один приём;
- полуунитарные — заряжаются как унитарные в один приём, но имеется возможность менять метательный  заряд (снаряд не зажат в гильзе или у гильзы отъёмное дно и тому подобное);
- раздельно-гильзового (выстрел с раздельным заряжанием) — снаряд не соединён с гильзой, сначала  досылается снаряд, после гильза;
- раздельно-картузные[3] — снаряд, заряд в зарядном картузе и средство воспламенения подаются отдельно.